# 24 Heures chrono
24 Heures chrono (24 en anglais) est une série télévisée américaine en 204 épisodes de 42 minutes créée par Joel Surnow et Robert Cochran, dont les huit premières saisons de 24 épisodes chacune ont été diffusées du 6 novembre 2001 au 24 mai 2010, un téléfilm de 90 minutes diffusé le 23 novembre 2008, et enfin une mini-saison de douze épisodes du 5 mai au 14 juillet 2014, sur le réseau Fox et en simultané sur le réseau Global au Canada.
En France, la série a été diffusée à partir du 14 septembre 2002 sur Canal+, en VM, et rediffusée sous le titre 24, à partir du 2 avril 2003 sur TF1, puis sur Virgin 17, à partir du 28 janvier 2010. Au Québec, à partir du 16 septembre 2003 à Télé-Québec, et la neuvième saison sur AddikTV. Au Maroc, la version française est aussi diffusée sur les ondes de 2M TV, au Sénégal sur la RTS 1, en Côte d'Ivoire sur La Première, en Belgique c'est sur Be 1 que la série est proposée en première télévisée et ensuite diffusée par RTL-TVI. En Suisse, la série est diffusée sur TSR1.
Le 15 janvier 2016, la Fox annonce avoir commandé un pilote d'une série dérivée à la série d'origine, intitulé 24 : Legacy,. Le 28 avril 2016, la chaîne annonce avoir commandé douze épisodes ; la diffusion de Legacy a débuté le aux États-Unis et au Canada.
Le 16 décembre 2020, Netflix annonce l'acquisition des droits de diffusion pour l'intégrale de la série sur sa plateforme de SVOD à partir du 1er janvier 2021.

## Concept
Le feuilleton est connu notamment pour son principe d’unité de temps : chaque saison se compose de vingt-quatre épisodes censés correspondre à vingt-quatre heures. Les faits se déroulent donc en temps réel ou presque, sachant qu'un épisode dure une quarantaine de minutes ; dans le cas de la diffusion aux États-Unis, le temps de la publicité est pris en compte dès la création des épisodes. Ainsi le décompte du temps fait un bond de cinq minutes à chaque coupure publicitaire, ce qui est flagrant lors des premières diffusions françaises (titres et textes en français, décompte horaire sur 24 h) sur Canal+ sans coupure publicitaire, ou sur TF1 autorisée à interrompre une seule fois la série par de la réclame. Même constat lors d'un visionnage sur support DVD ou Blu-ray. La version DVD disponible est la version américaine (génériques en anglais). Les multiples rebondissements et le suspense sont également des caractéristiques de 24.
24 Heures chrono est la série d'action dramatique d'espionnage comptant le plus d'épisodes devant Mission impossible et Chapeau melon et bottes de cuir.

## Synopsis

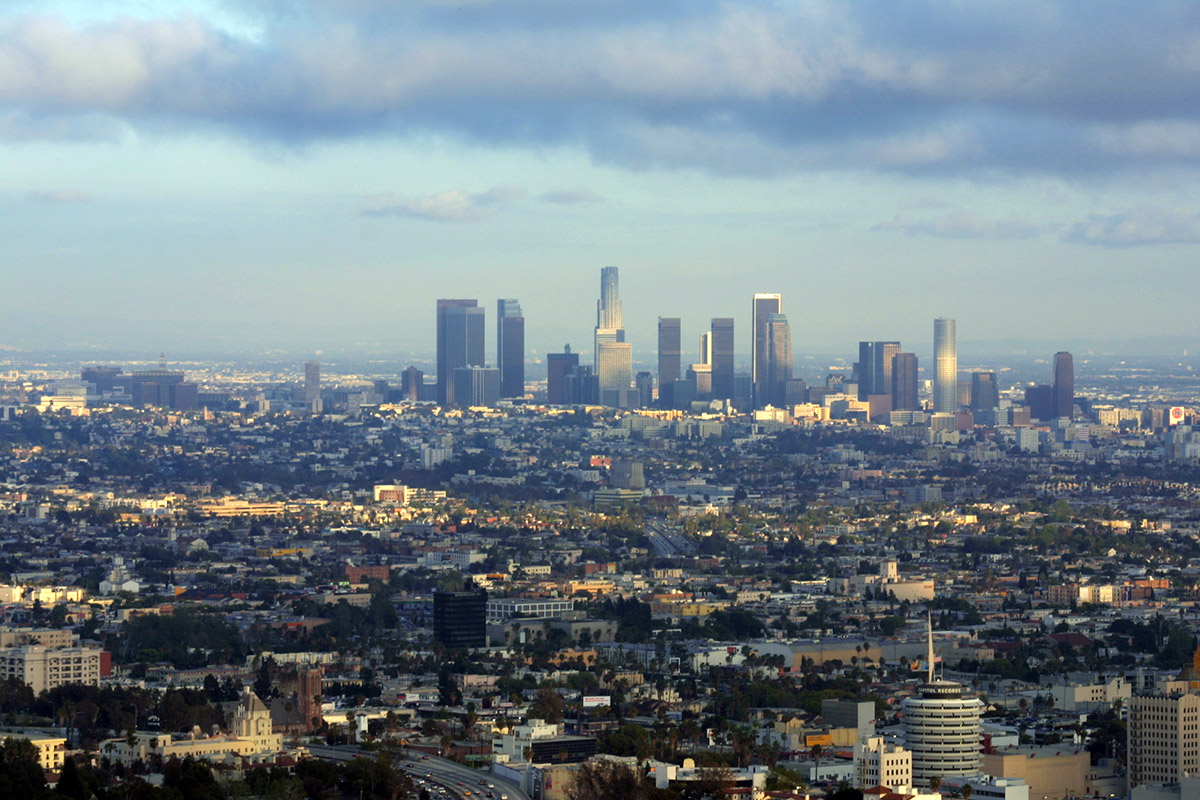
Los Angeles, lieu des événements des 6 premières saisons de la série.

La série relate en temps réel les journées de membres d'une agence fictive, la Cellule anti-terroriste (Counter Terrorist Unit en version originale), luttant contre diverses attaques terroristes aux États-Unis. Le personnage principal, Jack Bauer, est chargé de poursuivre les terroristes et de remonter les réseaux, souvent aidé par des « taupes » au sein des services spéciaux ou de l’administration.
Un épisode dure environ 42 minutes mais représente en réalité une heure (il faut ajouter le temps de la publicité aux États-Unis). Comme il y a vingt-quatre épisodes, chaque saison représente une action sur vingt-quatre heures, soit une journée entière.
L’action des six premières saisons se situe à Los Angeles et se déroule dans un « présent perpétuel » (les épisodes ne sont pas datés).
Les auteurs de la série abordent le thème des conspirateurs : les anciens chefs de guerre serbes dans la saison 1 (rappelant la guerre civile en Bosnie-Herzégovine et l'intervention au Kosovo). La saison 2 aborde, en plein débat international sur l'intervention américaine en Irak contre le régime de Saddam Hussein, le terrorisme islamiste. La série donne aussi une certaine vision de lutte contre le terrorisme, avec un agent fédéral tuant de sang-froid un suspect afin d'infiltrer un réseau ou menaçant de tuer la famille d'un suspect afin d'obtenir une information.

## Fiche technique
- Titre original : 24
- Titre français : 24 heures Chrono
- Réalisation : Joel Surnow et Robert Cochran
- Musique : Sean Callery
- Production : Fox
- Nombre de saisons : 9
- Nombre d'épisodes : 205
- Durée : 42 minutes
- Budget : 700 000 000 $
- Pays de production :  États-Unis
- Genre : espionnage, thriller, action
- Dates de sortie :
  -  États-Unis : 6 novembre 2001 sur FOX
  -  France : 14 septembre 2002 au 2 octobre 2014 sur Canal+

## Personnages et distribution
Beaucoup de personnages sont arrêtés ou tués chaque saison. Il y a ainsi un certain renouvellement de la distribution d’une saison à l’autre.

### Personnages

#### La famille de Jack Bauer
Le tout début de la série montre Jack Bauer en compagnie de son épouse Teri et de sa fille Kim Bauer. Le père, le frère, le neveu et la belle-sœur de Jack feront leur apparition lors de la saison 6. Dans la saison 7, on apprend que Jack est le grand-père d'une petite-fille nommée Teri, qu'on revoit au début de la saison 8 ainsi que d'un petit garçon mentionné dans les premiers épisodes de la saison 9.

#### La cellule anti-terroriste
Les agents du gouvernement travaillent dans une agence fictive : la Counter Terrorist Unit (cellule anti-terroriste). Elle dispose sur le territoire américain de plusieurs unités d’analystes, agents, équipes de terrain, médecins…. Les 6 premières saisons concernent la branche de Los Angeles. Parmi les agents qui y travaillant se trouvent notamment : Jack Bauer, George Mason, Tony Almeida, Nina Myers, Chloe O'Brian, Jamey Farrell, Ryan Chopel, Michelle Dessler, Curtis Manning, Bill Buchanan, Erin Driscoll, Nadia Yassir, Milo Pressman et Edgar Stiles.
Lors de la saison 7, la Cellule est dissoute pour enquête sénatoriale et c’est le FBI qui reprend la lutte anti-terroriste. La cellule réapparaît dans la saison 8, au travers de son antenne à New York.

#### Le Président des États-Unis
Le Président des États-Unis occupe un rôle central à partir de la deuxième saison. Il suit les enquêtes anti-terroristes. Il est parfois l’objet d’attaques le visant directement, ou bien il doit négocier avec les terroristes.
Les présidents successifs sont : David Palmer, John Keeler, Charles Logan, Wayne Palmer, Noah Daniels, Allison Taylor et James Heller.
Ce nombre important de présidents montre à la fois le remplacement fréquent du président par le vice-président, et le nombre d’années qui s’écoulent pendant la série. Le mandat de David Palmer, qui n’a pas encore commencé dans la saison 1, dure 4 ans (il n’en fait qu’un, car il n’est pas candidat à sa propre succession à l’issue de la saison 3) ; celui de John Keeler, terminé par Charles Logan dure lui aussi 4 ans ; puis quatre nouvelles années se déroulent sous les présidences successives de Wayne Palmer et de Noah Daniels. Enfin Allison Taylor termine son mandat, et les nouvelles élections voient James Heller victorieux. On compte donc 4 mandats présidentiels (sans compter l’actuel mandat de James Heller), soit une durée de 16 ans.
Lors de la saison 3, David Palmer et John Keeler sont en débat et en campagne pour la primaire du parti démocrate. John Keller étant démocrate, on peut supposer que son vice président : Charles Logan est un démocrate lui aussi. Le frère de Palmer, Wayne, est lui aussi issu des rangs du parti démocrate, ainsi que son vice-président Noah Daniels qui accède au fauteuil de président après la saison 6. Ce dernier semble en outre avoir échoué à obtenir un nouveau mandat au début de la saison 7, alors qu'il transmet ses pouvoirs à une présidente nouvellement élue, Allison Taylor, dont on ignore totalement, l'affiliation politique. Quant à James Heller, le fait qu'il soit secrétaire à la Défense (saison 4) sous la présidence d'un démocrate permet de supposer qu'il est lui aussi démocrate.
En déplacement dans l'ouest des États-Unis dans les premières saisons, le président des États-Unis n'apparaît à la Maison-Blanche et dans son bureau ovale qu'à partir de la saison 6. Les scénaristes s'assurent ainsi que le président soit dans la ville où se déroule l'action principale. Les 6 premières saisons se déroulant à Los Angeles, le président est alors à son QG de Californie (à l'exception de Noah Daniels à la fin de la saison 6). La saison 7 est la seule à avoir lieu à Washington DC, ce qui permet que la présidente Taylor soit, pendant presque toute la saison, à la Maison Blanche. Dans la saison 8, la présidente est au siège de l'ONU à New York, où se déroule l'action. Quant à la saison 9, le président Heller est en déplacement à Londres pour y rencontrer le premier ministre britannique.
Les vice-présidents (successivement James Prescott, Charles Logan, Hal Gardner, Noah Daniels) jouent aussi un rôle important. En effet, un mandat présidentiel est temporairement interrompu (celui de David Palmer au cours de la saison 2), et deux mandats sont définitivement interrompus à la suite d'attentats contre le président : à la suite du crash d'Air Force One dans la saison 4, le vice-président Charles Logan prend la succession de John Keeler, et reste en fonction jusqu'à la prochaine élection ; à la suite d’un attentat à la bombe contre Wayne Palmer, le président Noah Daniels prend la fonction jusqu'à la fin du mandat (puisque c’est lui qui opère la passation de pouvoir à Allison Taylor dans le film « Rédemption »).

#### Personnages majeurs et liens de parenté
Les Bauer :
- Jack Bauer (Kiefer Sutherland) : saisons 1-2-3-4-5-6-7-8-9
- Kim Bauer, fille de Jack (Elisha Cuthbert) : saisons 1-2-3-5-7-8
- Teri Bauer, épouse de Jack (Leslie Hope) : saison 1
- Phillip Bauer, père de Jack et Graham (James Cromwell) : saison 6
- Graham Bauer, frère de Jack (Paul McCrane) : saison 5 et 6
- Marilyn Bauer, épouse de Graham (Rena Sofer) : saison 6
- Josh Bauer, fils de Graham (Evan Ellingson) : saison 6
- Teri Wesley, fille de Kim (Claire Geare) : saisons 7 et 8
- Stephen Wesley, mari de Kim (Paul Wesley) : saisons 7 et 8
- Renée Walker, petite amie de Jack (Annie Wersching) : saison 7 et 8.

Les Palmer :
- David Palmer (Dennis Haysbert) : saisons 1-2-3-4-5
- Sherry Palmer, First-Lady (Penny Johnson Jerald) : saisons 1-2-3
- Wayne Palmer, frère de David (D. B. Woodside) : saisons 3, 5 et 6
- Keith Palmer, fils de David et Sherry (Vicellous Shannon) : saisons 1 et 2
- Nicole Palmer, fille de David et Sherry (Megalyn Echikunwoke) : saison 1
- Sandra Palmer, sœur de David et Wayne (Regina King) : saison 6

Les Drazen :
- Victor Drazen (Dennis Hopper) : saison 1
- Andre Drazen, fils de Victor Drazen (Željko Ivanek) : saison 1
- Alexis Drazen, fils de Victor Drazen (Misha Collins) : saison 1

Les Warner :
- Kate Warner (Sarah Wynter) : saisons 2 et 3
- Marie Warner, sœur de Kate Warner (Laura Harris) : saison 2
- Bob Warner, père de Kate (John Terry) : saison 2

Les Almeida - Dessler :
- Tony Almeida (Carlos Bernard) : saisons 1-2-3-4-5-7-Legacy
- Michelle Dessler, épouse de Tony Almeida (Reiko Aylesworth) saisons 2 à 5
- Danny Dessler (Justin Louis), frère de Michelle Dessler : saison 2

Les O'Brian :
- Chloe O'Brian (Mary Lynn Rajskub) : saisons 3 à 9
- Morris O'Brian, époux de Chloe O'Brian (Carlo Rota) : saisons 5 à 7
- Prescott O'Brian, fils de Chloe et Morris O'Brian (Capp Gordon) : saison 7

Les Heller :
- James Heller (William Devane) : saisons 4, 5, 6 et 9
- Audrey Raines/Boudreau, fille de James Heller (Kim Raver) : saisons 4, 5, 6 et 9
- Richard Heller, fils de James Heller (Logan Marshall-Green) : saison 4
- Paul Raines, premier mari d'Audrey (James Frain) : saison 4
- Mark Boudreau, second mari d'Audrey (Tate Donovan) : saison 9

Les Logan :
- Charles Logan (Gregory Itzin) : saisons 4, 5, 6 et 8
- Martha Logan, épouse puis ex-épouse de Charles Logan (Jean Smart) : saisons 5 et 6

Les Taylor :
- Allison Taylor (Cherry Jones) : Redemption, saisons 7 et 8
- Henry Taylor, époux de Allison Taylor (Colm Feore) : Redemption, saison 7,
- Olivia Taylor, fille de Allison et Henry Taylor (Sprague Grayden) : saison 7
- Roger Taylor, fils de Allison et Henry Taylor (Eric Lively) : Redemption

Les Hassan (saison 8) :
- Omar Hassan (Anil Kapoor)
- Dalia Hassan, épouse de Omar Hassan (Necar Zadegan)
- Kayla Hassan, fille de Omar et Dalia Hassan (Nazneen Contractor)
- Farhad Hassan, frère de Omar Hassan (Akbar Kurtha)

Les Al-Harazi (saison 9) :
- Margot Al-Harazi (Michelle Fairley)
- Ian Al-Harazi, fils de Margot (Liam Garrigan)
- Simone Al-Harazi, fille de Margot (Emily Berrington)
- Naveed Shabazz, mari de Simone (Sacha Dhawan)

#### Lieux et offices majeurs
- Cellule anti-terroriste de Los Angeles (saisons 1 à 6)
- QG de campagne du sénateur Palmer (saison 1)
- Bunker contre la crise atomique (saison 2)
- Air Force One (saisons 2 et 4)
- Maison-Blanche (saisons 4, 6 et 7)
- Résidence présidentielle du président Logan (saison 5)
- Air Force Two (saison 6)
- QG du FBI (saison 7)
- Cellule anti-terroriste de New York située sur Roosevelt Island (saison 8)
- Siège des Nations unies
- Bunker de la Maison-Blanche (saisons 4 et 6)
- Station de la CIA à Londres (saison 9)

### Distribution
Voici les huit acteurs étant apparus dans le plus d'épisodes de la série, toutes saisons confondues :

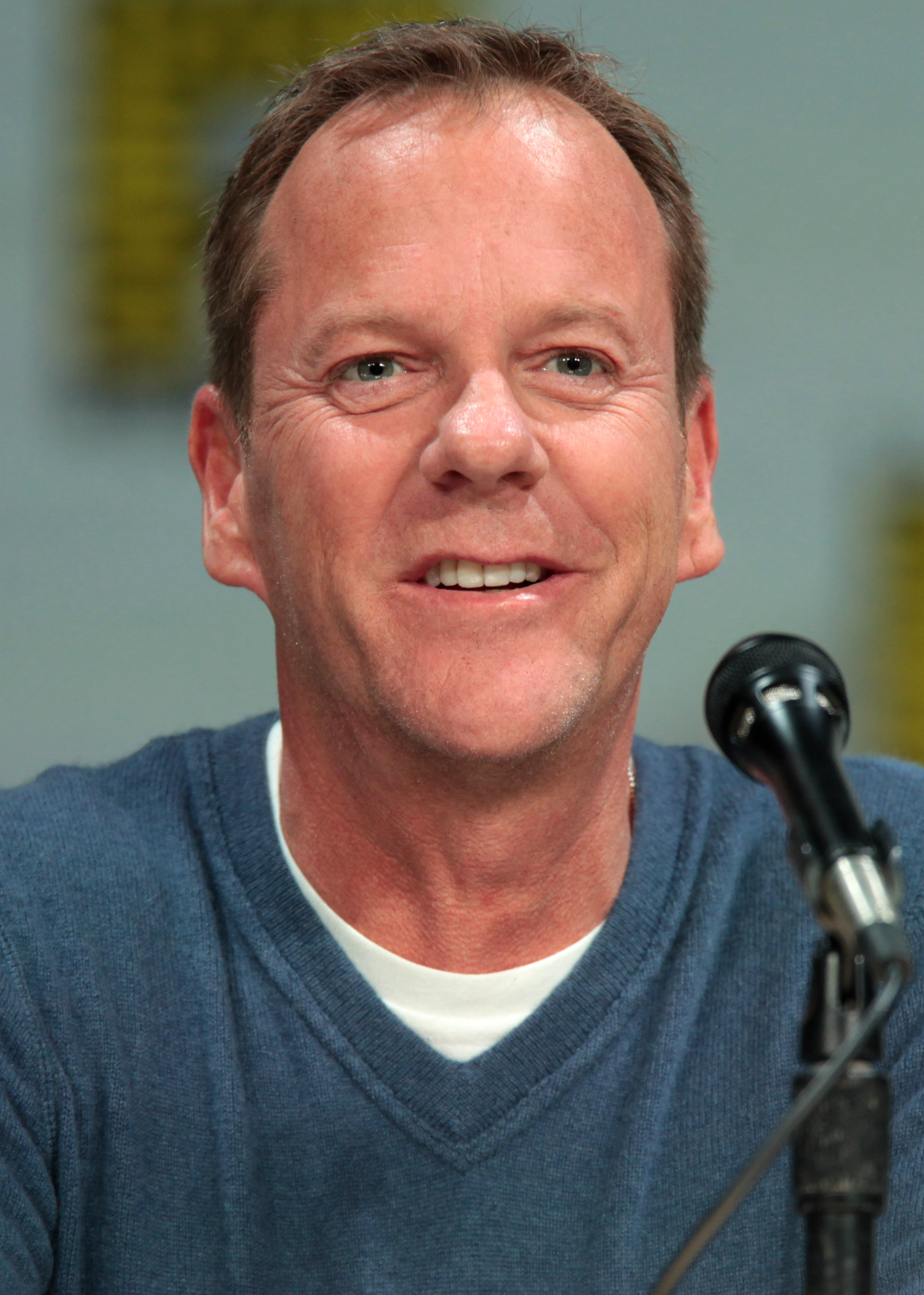
Kiefer Sutherland interprète Jack Bauer
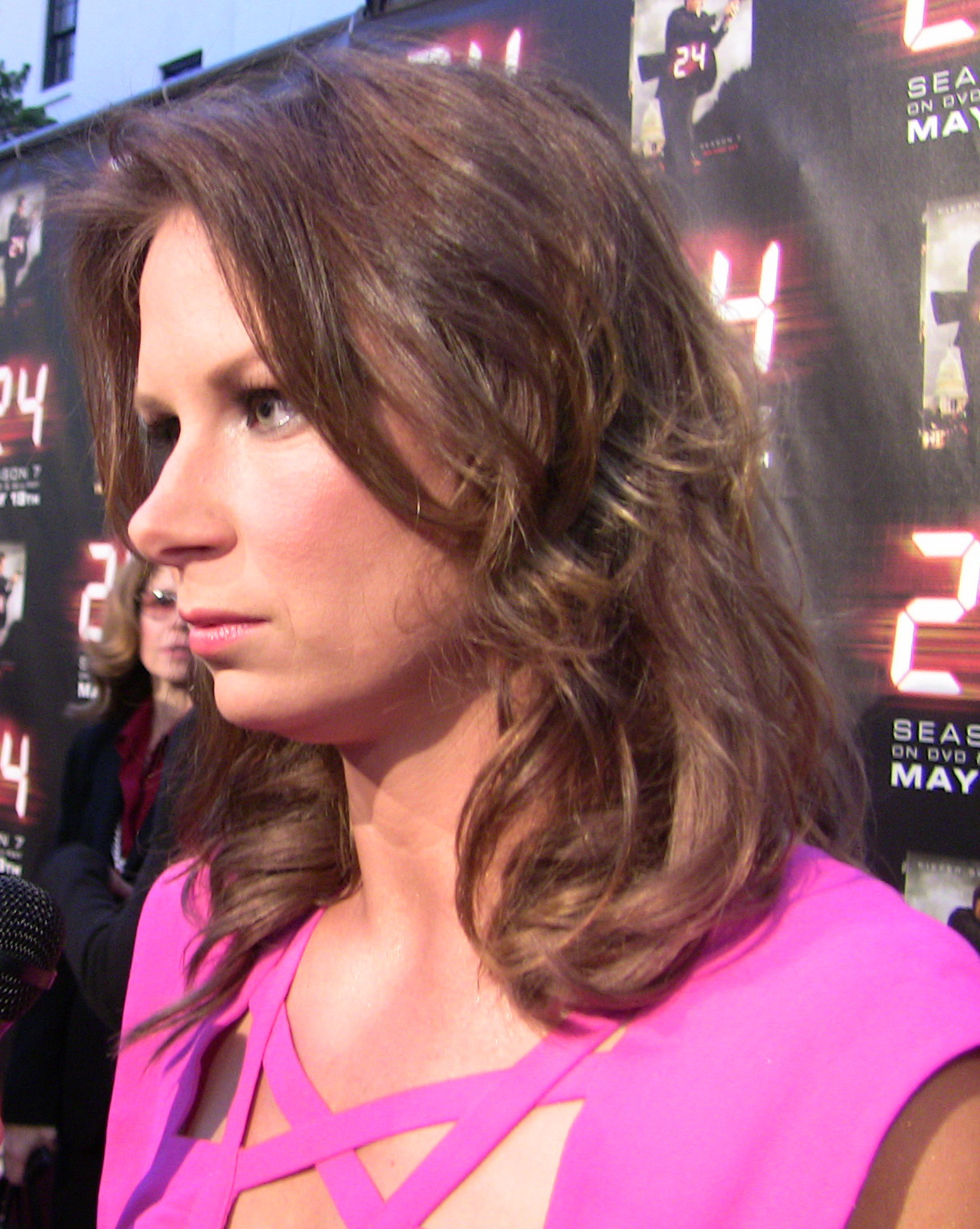
Mary Lynn Rajskub interprète Chloe O'Brian
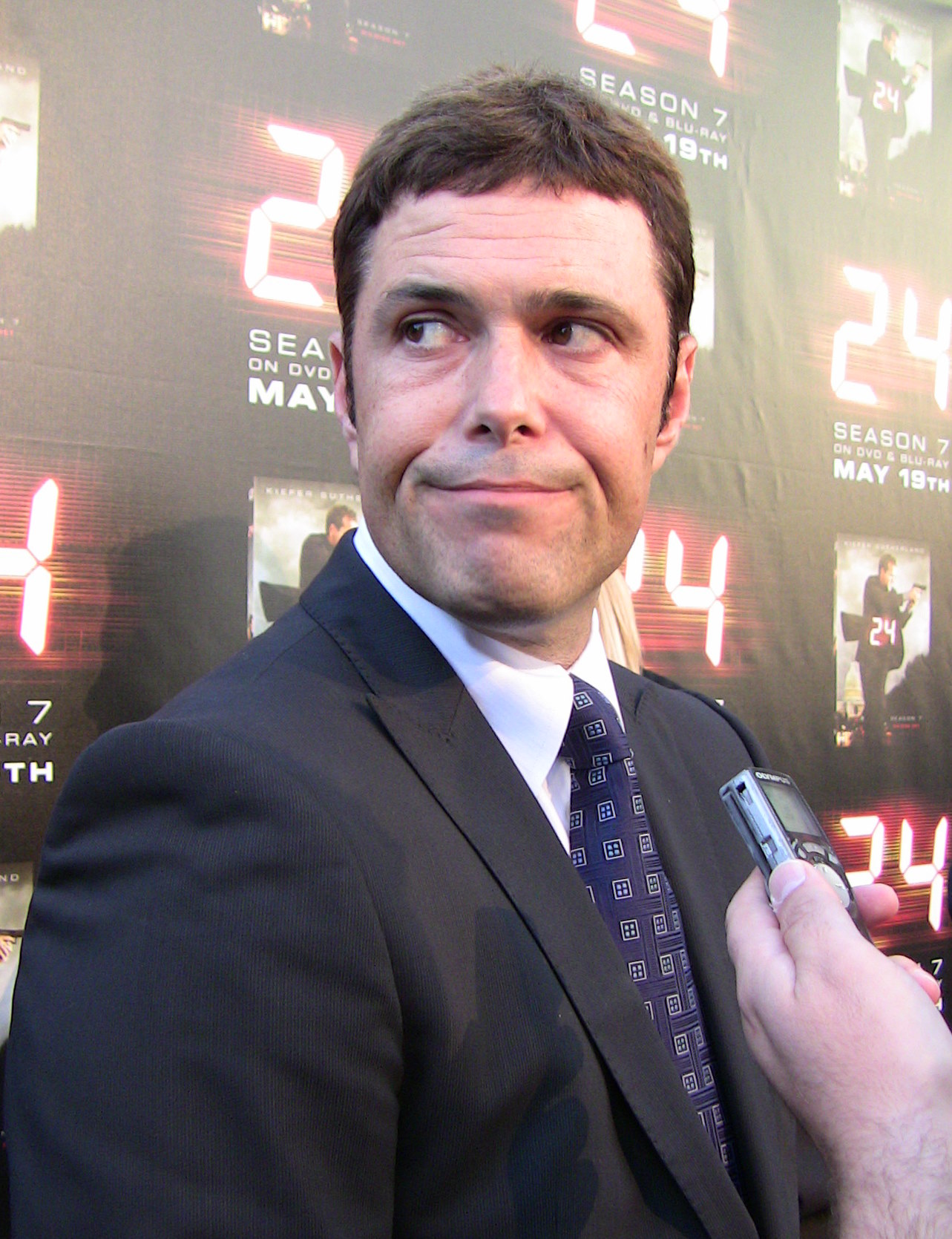
Carlos Bernard interprète Tony Almeida
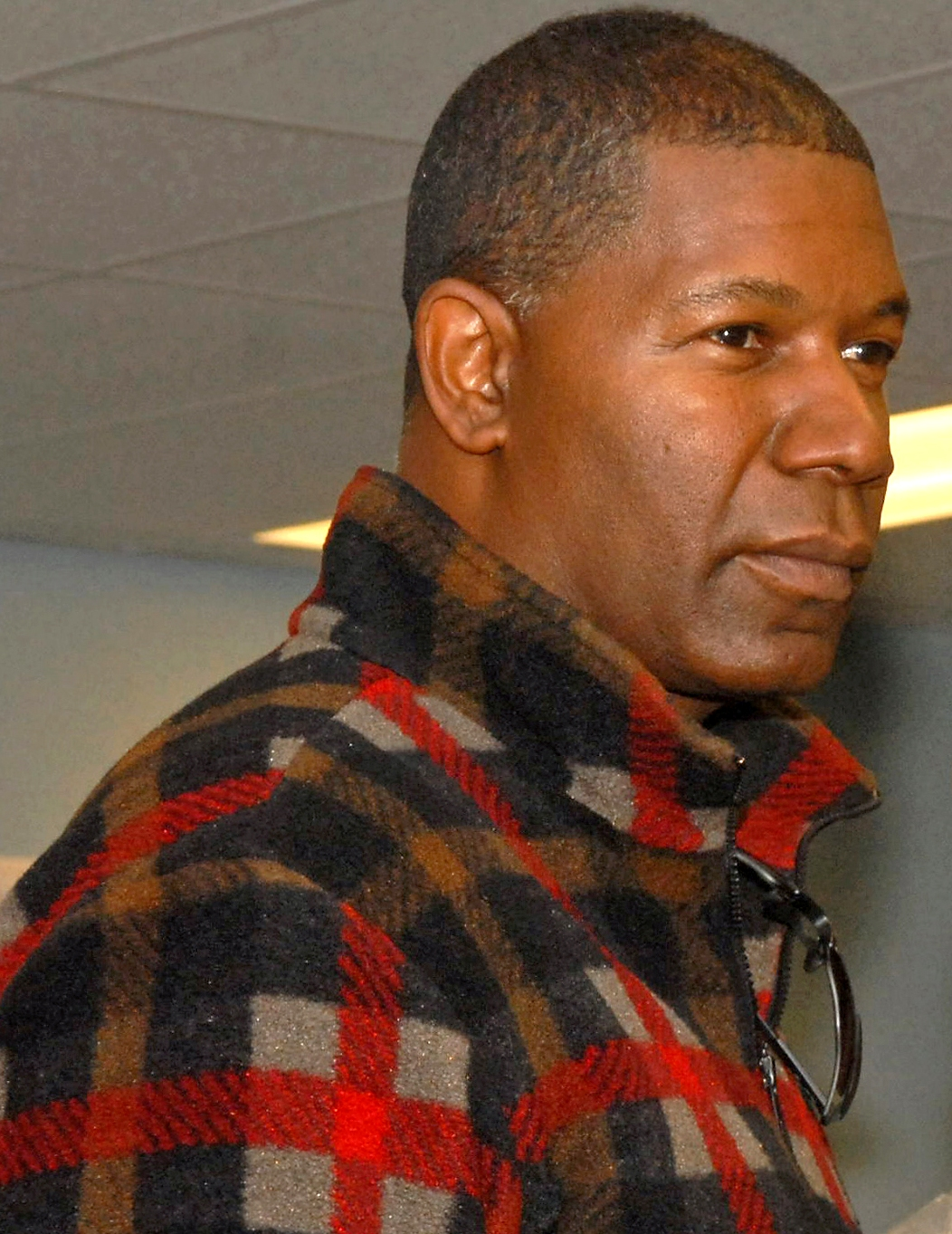
Dennis Haysbert interprète David Palmer
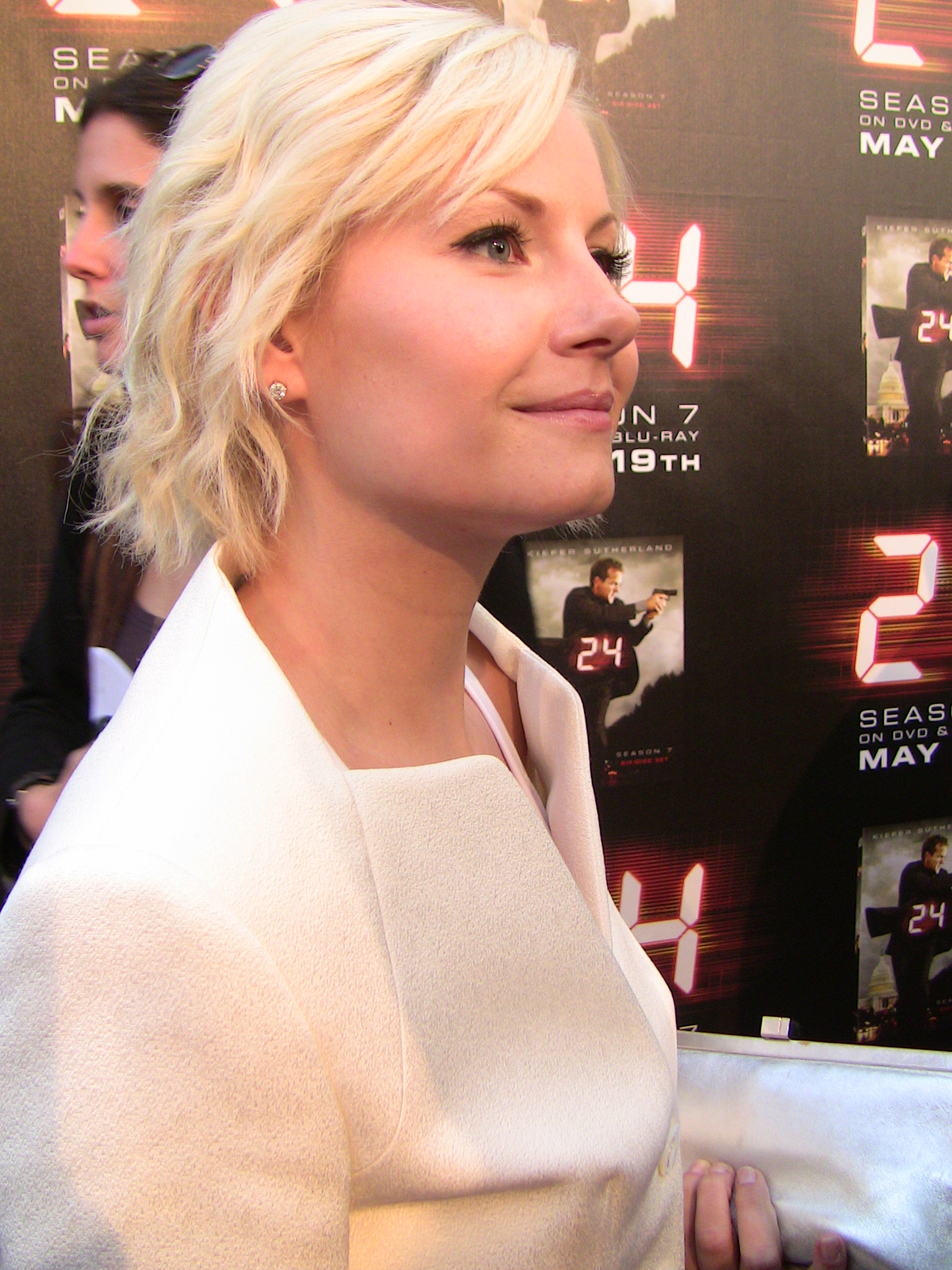
Elisha Cuthbert interprète Kim Bauer
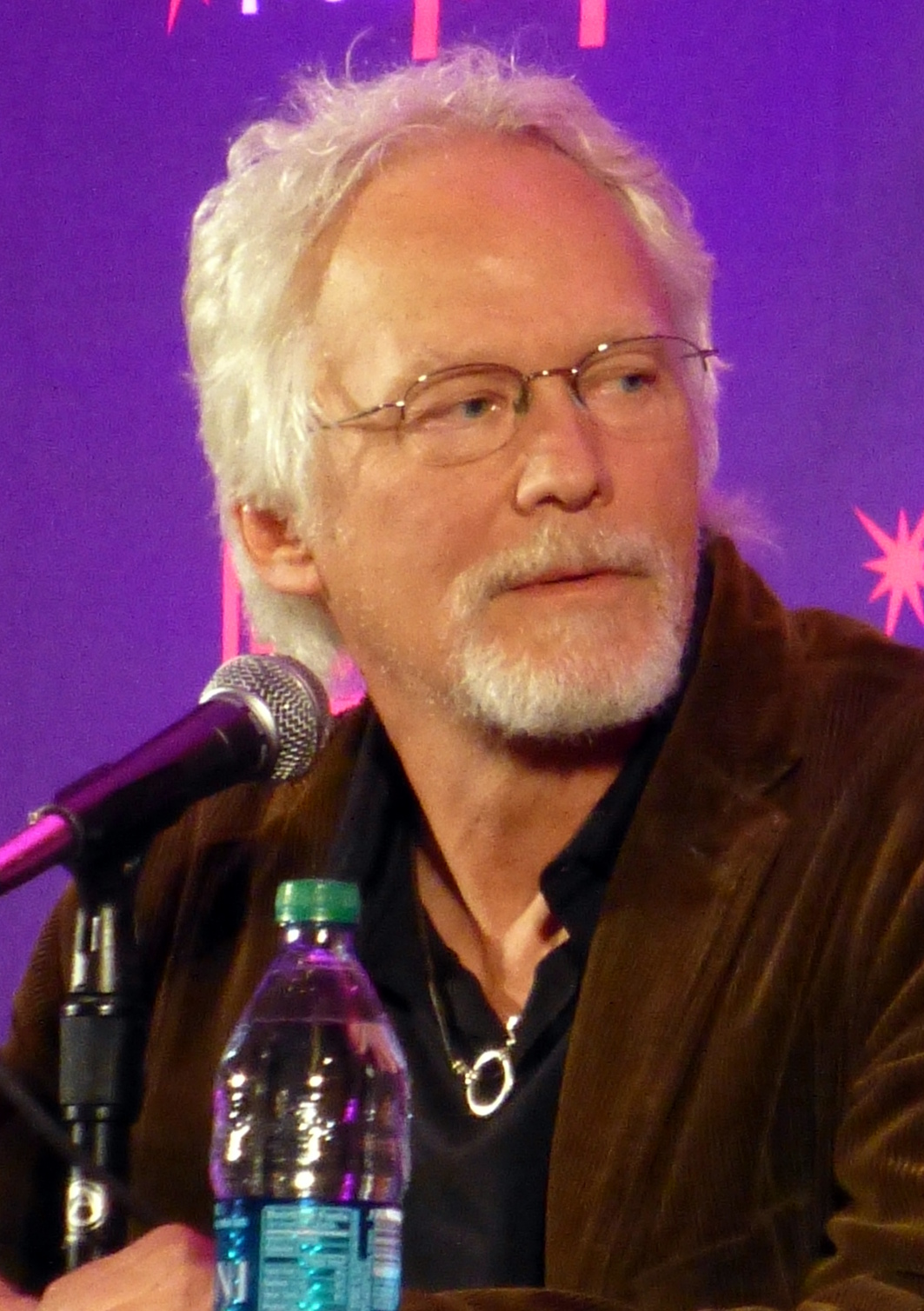
James Morrison interprète Bill Buchanan
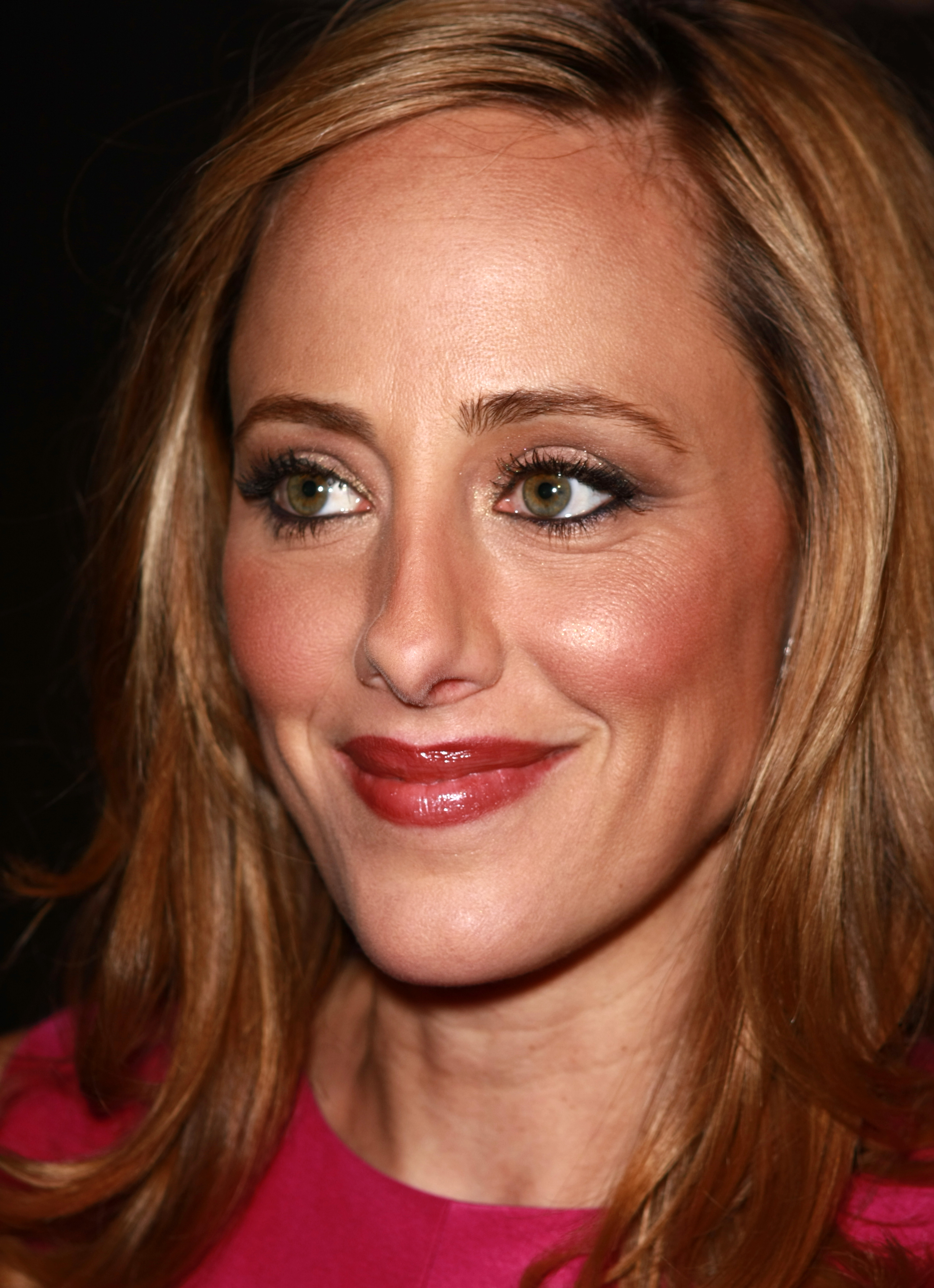
Kim Raver interprète Audrey Raines / Boudreau

## Particularités

### Originalité
Les 24 épisodes d'une saison se déroulent en temps réel, ce qui permet aux spectateurs de suivre les différentes intrigues simultanément. Tout se passe en direct, il n’y a ni ralenti, ni retour en arrière. Ceci est illustré par la fameuse horloge qui apparaît à plusieurs reprises dans chaque épisode. Les 24 épisodes d'une saison représentent chacun une heure sur une période de 24 heures. Chaque épisode dure environ 42 minutes (générique et rappel de l'épisode précédent compris, soit environ 42 minutes effectives) mais est diffusé en 60 minutes aux États-Unis compte tenu des coupures publicitaires. En outre, les réalisateurs utilisent fréquemment la technique du split-screen, qui permet de voir les actions de différents personnages en même temps.
Afin de conserver le réalisme de la série, les acteurs se sont fait couper les cheveux tous les cinq jours de tournage.
Les différentes saisons ne correspondent pas à des journées successives : un certain temps s'écoule d'une saison à la suivante, ce qui permet de rendre l'histoire plus crédible, en expliquant notamment l'évolution morphologique de Jack Bauer avec l'âge (à raison d'environ un an réel — durée de diffusion d'une saison — par jour fictif).

## Produits dérivés

### Ouvrages
Des romans et des bandes dessinées reprennent également le cadre de la série :
- 24 heures Chrono, scénario de J.C. Vaughn, dessins de Renato Guedes, Casterman, collection Ligne rouge, 2005  (ISBN 2-203-39231-2)

### Jeu vidéo
Dans 24 heures Chrono, le jeu, le joueur incarne entre autres les deux personnages principaux de la série, Jack Bauer et Tony Almeida. L'action se passe entre les saisons 2 et 3.

### Parfums
Depuis 2009, la société ScentStory fabrique des eaux de toilette 24 sous licence délivrée par la Fox[réf. nécessaire].

## Épisodes et production
- Lors de la saison 1, Jack Bauer doit protéger le sénateur David Palmer, candidat à l'élection présidentielle américaine. L'épouse et la fille de Bauer sont également menacées. Les terroristes cherchent à se venger d’une opération secrète au Kosovo autorisée par Palmer et dirigée par Bauer. Cependant, un traître a infiltré la cellule anti-terroriste, et est prêt à tout pour échapper à Jack.
- Lors de la saison 2, Jack Bauer, qui avait quitté la cellule, doit empêcher des terroristes du Moyen-Orient de faire exploser une bombe nucléaire à Los Angeles. La cellule anti-terroriste doit ensuite prouver que la tentative d’attentat a été commandée par des hommes d’affaires voulant déclencher un conflit entre les États-Unis et des pays du Moyen-Orient.
- Dans la saison 3, la menace est une arme biologique créée par une ancienne connaissance de Jack, Stephen Saunders.
- Pendant la saison 4, Jack Bauer, qui travaille alors pour le secrétaire à la Défense James Heller, doit déjouer une vague d’attentats organisée par Habib Marwan dont une menace nucléaire. Dans les derniers épisodes, la Chine veut interroger Bauer, à la suite d'une attaque de son ambassade. Ses amis organisent la fausse mort de ce dernier qui change alors d’identité.
- Au début de la saison 5, toutes les personnes sachant Jack Bauer vivant sont assassinées ou échappent à des tentatives d’assassinat. Jack doit revenir et déjouer un complot organisé par le président des États-Unis lui-même. À la fin de la saison, Jack est enlevé par la Chine pour être « interrogé ».
- Lors de la saison 6, Jack revient aux États-Unis, après avoir purgé deux années de prison difficiles en Chine où il a été torturé. Il doit être livré à un terroriste en échange d’informations. Mais très vite une bombe nucléaire menace d'exploser à Los Angeles.
- Un téléfilm, 24 : Redemption, fait le lien des événements entre les saisons 6 et 7. En Afrique dans le pays fictif du Sangala, Jack doit sauver des enfants menacés d'être enrôlés dans l'armée du Général Juma, que l'on retrouve dans la saison 7. En échange de leurs vies sauves, Jack doit se laisser arrêter par les Américains qui le recherchent depuis des mois afin de comparaître devant une commission du Sénat pour des actes de torture liés aux interrogatoires musclés des saisons précédentes.
- La saison 7 commence avec l’audition de Jack devant une commission du Sénat pour les actions qu’il a menées. Il va devoir affronter les troupes du Général Juma, qui a pris le pouvoir dans un pays africain et qui collabore avec des sociétés américaines de mercenaires voulant accroître leur influence en l'aidant à commettre des attentats terroristes sur le territoire national.
- Dans la saison 8 qui se passe à New York, l’action se déroule le jour de la signature au siège de l’ONU d'un traité de paix entre les États-Unis, la Russie et le Kamistan (un pays fictif du Moyen-Orient qui a cherché à se procurer l’arme nucléaire, et donc substitut de l'Iran). Des dissidents du régime vont tenter de faire échouer le traité.
- La saison 9 comporte 12 épisodes, et s'intitule Live Another Day. L'intrigue se déroule partiellement à Londres, quatre ans après les événements de la saison 8. Jack Bauer doit empêcher des terroristes ayant pris le contrôle de drones américains de bombarder la capitale britannique.
- 24 : Legacy (série dérivée) se déroule 3 ans après les événements de la saison 9. Ayant pris part à une mission visant à éliminer le chef terroriste Ibrahim Ben-Khalid au Yémen, Eric Carter, un ex-ranger vivant en Virginie, découvre que les membres de son ancienne unité d'élite sont assassinés les uns après les autres. Pour protéger sa compagne et lui-même et éviter un attentat de grande ampleur, il décide de faire appel à la Cellule anti-terroriste de Washington D.C. et son ancienne directrice, Rebecca Ingram, dont le mari, le sénateur John Donovan, est en campagne pour l'élection présidentielle.

### Production
24 heures Chrono est une des rares œuvres traitant du terrorisme à ne pas avoir été interrompue par les attentats du 11 septembre 2001. Néanmoins, la diffusion, prévue à l'origine pour septembre 2001, a été repoussée à novembre 2001, et une scène du premier épisode montrant l'explosion d'un avion a été refaite. La série est d'abord produite sur 6 saisons successives (une par an, de 2001 à 2007).
Le tournage de la saison 7 a été perturbé par la grève de la Writers Guild of America de 2007, ce qui peut expliquer la production d'un téléfilm de 90 minutes en 2008, relatant des événements entre les saisons 6 et 7.
Puis la série a repris pour 2 ans, (saisons 7 et 8) avant de s'interrompre en 2010.
Le 9 mai 2013, la Fox aurait entamé des négociations afin que Kiefer Sutherland reprenne son rôle dans la série pour une neuvième saison. Quatre jours plus tard, la Fox confirme par un communiqué via Twitter que la saison 9 est officiellement commandé et de retour, en mini-série de 12 épisodes au lieu de 24 pour les saisons précédentes, s’intitulant  24 : Live Another Day. Cette nouvelle intrigue se déroule quelques années après la fin des derniers événements de la saison 8.
Le 15 janvier 2016, la Fox annonce avoir commandé un pilote d'un spin-off de 24 intitulé 24 : Legacy. Si cette série doit reprendre tous les codes de la série mère (temps réel, écran divisé...), aucun des acteurs de la série originale est présent, hormis Tony Almeida. Le nouveau personnage principal est un afro-américain. Le 28 avril 2016, la Fox annonce avoir commandé 12 épisodes. Le 16 mai 2016, la Fox annonce sa grille pour la saison 2016-2017, et elle sera lancée derrière le Super Bowl LI (un événement réunissant plus de 100 millions de téléspectateurs), le dimanche 5 février 2017, avant d'être diffusé tous les lundis à 20 h, à partir du 6 février 2017.

### Critiques
La critique qui revient régulièrement est l’importance de la torture et de l'interrogation médicale dans la série (on compte 67 actes de torture dans les cinq premières saisons). Le Figaro remarque que lors de la saison 7, la série s’est adaptée au changement des mentalités aux États-Unis et Jack Bauer doit justifier ses actes face à une présidente soucieuse de la Constitution.
Le caractère innovant de la série est remarqué, en plus de son style de narration et de réalisation, quand il place par exemple un afro-américain (quelques années avant l’élection de Barack Obama), puis une femme à la tête des États-Unis d'Amérique. Selon L'Express, la série pointe les dérapages de la politique américaine et la proximité entre le pouvoir et les milieux économiques.
The Independent soulignait en 2008 que les différentes saisons se répétaient et que les dernières n’apportaient pas de nouveauté.

### Audiences américaines
| Saison     | Saison  | Épisodes    | Heure de diffusion (ET) | Premier épisode  | Dernier épisode  | Rang   | Audience (en millions) |
| ---------- | ------- | ----------- | ----------------------- | ---------------- | ---------------- | ------ | ---------------------- |
| 1          | 2001–02 | 24          | jeudi à 21 h            | 6 novembre 2001  | 21 mai 2002      | 76     | 8,60                   |
| 2          | 2002–03 | 24          | jeudi à 21 h            | 29 octobre 2002  | 20 mai 2003      | 36     | 11,73                  |
| 3          | 2003–04 | 24          | jeudi à 21 h            | 28 octobre 2003  | 25 mai 2004      | 42     | 10,30                  |
| 4          | 2005    | 24          | lundi à 21 h            | 9 janvier 2005   | 23 mai 2005      | 29     | 12,14                  |
| 5          | 2006    | 24          | lundi à 21 h            | 15 janvier 2006  | 22 mai 2006      | 24     | 13,79                  |
| 6          | 2007    | 24          | lundi à 21 h            | 14 janvier 2007  | 21 mai 2007      | 27     | 12,69                  |
| Redemption | 2008    | Film (1h30) | dimanche à 20 h         | 23 novembre 2008 | 23 novembre 2008 | 17     | 12,12                  |
| 7          | 2009    | 24          | lundi à 21 h            | 11 janvier 2009  | 18 mai 2009      | 20     | 11,14                  |
| 8          | 2010    | 24          | lundi à 21 h            | 17 janvier 2010  | 24 mai 2010      | 39     | 9,21                   |
| 9          | 2014    | 12          | lundi à 21 h            | 5 mai 2014       | 14 juillet 2014  | [ 27 ] | 6,33                   |
| Legacy     | 2017    | 12          | lundi à 21 h            | 5 février 2017   | 17 avril 2017    |        | 5,12                   |

## Récompenses
Récompenses
- 2002 : Emmy Awards - Meilleur scénario d'une série dramatique pour Robert Cochran et Joel Surnow (épisode 1, saison1)
- 2002 : Golden Globes - Meilleur acteur dans une série télévisée dramatique pour Kiefer Sutherland
- 2002 : Satellite Awards - Meilleure série dramatique + Meilleur acteur dans une série dramatique pour Kiefer Sutherland
- 2002 : Satellite Awards - Meilleure actrice de second rôle dans une série dramatique pour Sarah Clarke
- 2002 : TCA Awards - Meilleure nouvelle série
- 2004 : Golden Globes - Meilleure série dramatique
- 2004 : SAG Awards - Meilleur acteur dans une série dramatique
- 2006 : Emmy Awards - Meilleure série dramatique + Meilleur acteur dans une série dramatique pour Kiefer Sutherland
- 2006 : SAG Awards - Meilleur acteur dans une série dramatique pour Kiefer Sutherland
- 2006 : Emmy Awards - Meilleur réalisateur d'une série dramatique pour Jon Cassar
- 2007 : SAG Awards - Meilleure équipe de cascadeurs dans une série télévisée
- 2009 : Emmy Awards - Meilleure actrice de second rôle dans une série dramatique pour Cherry Jones
- 2010 : SAG Awards - Meilleure équipe de cascadeurs dans une série télévisée

## DVD et Blu-ray
| DVD | DVD            | Épisodes    | Saison (US) de diffusion | Sortie en DVD et Blu-ray | Sortie en DVD et Blu-ray | Sortie en DVD et Blu-ray |
| DVD | DVD            | Épisodes    | Saison (US) de diffusion | Zone 1                   | Zone 2                   | Zone 4                   |
| --- | -------------- | ----------- | ------------------------ | ------------------------ | ------------------------ | ------------------------ |
|     | Saison 1       | 24          | 2001–02                  | 17 septembre 2002        | 14 octobre 2002          | Décembre 2002            |
|     | Saison 2       | 24          | 2002–03                  | 9 septembre 2003         | 11 août 2003             |                          |
|     | Saison 3       | 24          | 2003–04                  | 7 décembre 2004          | 9 août 2004              | septembre 2004           |
|     | Saison 4       | 24          | 2005                     | 6 décembre 2005          | 8 août 2005              | novembre 2005            |
|     | Saison 5       | 24          | 2006                     | 5 décembre 2006          | 6 novembre 2006          | 6 décembre 2006          |
|     | Saison 6       | 24          | 2007                     | 4 décembre 2007          | 1er octobre 2007         | 19 septembre 2007        |
|     | 24: Redemption | Film (1h30) | 2008                     | 25 novembre 2008         | 1er décembre 2008        | 11 février 2009          |
|     | Saison 7       | 24          | 2009                     | 19 mai 2009              | 19 octobre 2009          | 11 novembre 2009         |
|     | Saison 8       | 24          | 2010                     | 14 décembre 2010         | 8 novembre 2010          | 1er décembre 2010        |
|     | Saison 9       | 12          | 2014                     | 30 septembre 2014        | 6 octobre 2014           | 1er octobre 2014         |